# Kevaughn Connell
Pour les articles homonymes, voir Connell.
Kevaughn Connell est un joueur de football trinidadien né à San Fernando le 23 juillet 1983.
Il évolue au poste d'attaquant avec le Central FC en TT Pro League.
Il est international trinidadien à six reprises depuis 2008.

## Clubs
- 2003-2004 : Joe Public FC  Trinité-et-Tobago
- 2005 : MetroStars  États-Unis
- 2005-2006 : San Juan Jabloteh  Trinité-et-Tobago
- 2006-2007 : AS Cannes  France
- 2007-2008 : Entente SSG  France
- 2009 : San Juan Jabloteh  Trinité-et-Tobago
- 2010 : Nanchang Hengyuan  Chine
- 2010-2011 : North East Stars  Trinité-et-Tobago
- 2012- : Central FC  Trinité-et-Tobago